# John Jahr senior
John Jahr (* 20. April 1900 in Hamburg; † 8. November 1991 ebenda) war ein deutscher Verleger.  Er war Mitbegründer von Gruner + Jahr.

## Vor und während des Zweiten Weltkriegs
Nach einer kaufmännischen Lehre und einem Volontariat beim Hamburger Sport Extra-Blatt arbeitete Jahr 1920–1924 als Sportredakteur für die Hamburger Nachrichten und andere Blätter der Hansestadt, ehe er mit dem Magazin Sport-Chronik den Einstieg ins eigene Verlagsgeschäft wagte. 1929 gründete er mit einem Partner den Autoadressenverlag Dr. von Arnim & Co. und übernahm die Anzeigen-Generalvertretung der Arbeiter-Illustrierte-Zeitung und der Frauenzeitschrift Weg der Frau, die beide zum kommunistischen Münzenberg-Konzern gehörten. 1933 trat er der NSDAP bei. Nach dem Verbot der Blätter und der von den Nationalsozialisten mit dem Schriftleitergesetz erzwungenen Niederlegung der Geschäftsführung im Verlag Dr. von Arnim übersiedelte Jahr nach Berlin, gründete dort den Buchverlag Die Heimbücherei John Jahr, erwarb 1937 die teilweise unpolitische Zeitschrift Die junge Dame und führte eine Reise- und Versandbuchhandlung. Zum 1. Mai 1933 trat er der NSDAP bei (Mitgliedsnummer 2.724.263). Im Herbst 1944 wurden alle Unternehmen im Rahmen des totalen Kriegs liquidiert. Das Kriegsende erlebte John Jahr auf Sylt, wohin er bereits seine Familie 1943 in Sicherheit gebracht hatte.

## Nach 1945

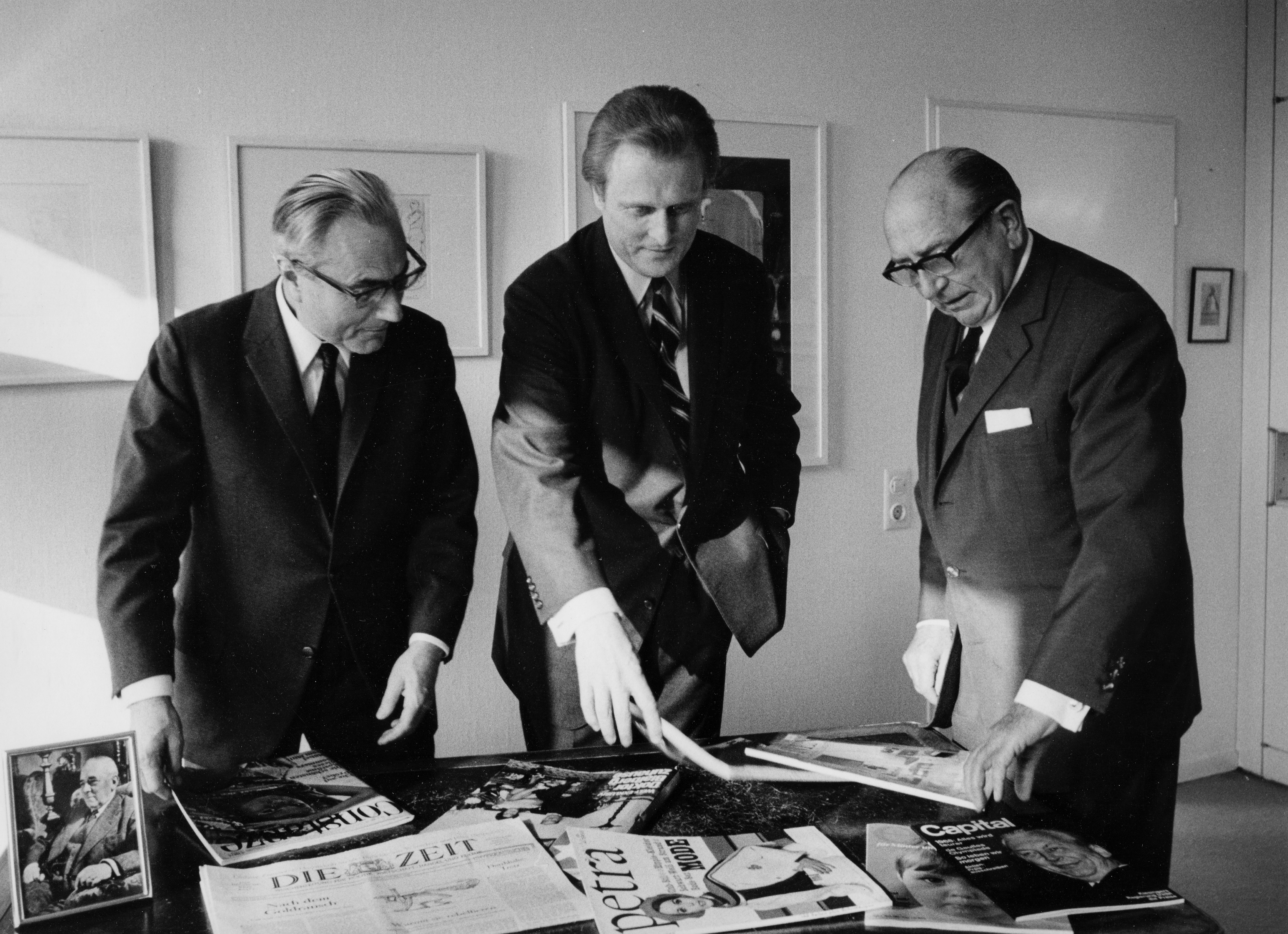
V. l. n. r.: Gerd Bucerius, Richard Gruner und John Jahr (1968)

Jahr kehrte nach Hamburg zurück und erhielt dort 1947 mit Axel Springer die Lizenz für Constanze, die zum Vorbild vieler Frauenzeitschriften wurde; es folgten Brigitte und Schöner wohnen; 1950–1962 hielt Jahr eine Beteiligung am Nachrichtenmagazin Der Spiegel. 1965 gründete er mit Gerd Bucerius und Richard Gruner die Gruner + Jahr GmbH und Co., in der später der Constanze-Verlag und der Henri-Nannen-Verlag mit der Illustrierten Stern aufging. 1969 übernahm die Bertelsmann-Gruppe einen Großteil der Anteile des ausgeschiedenen Richard Gruner; Jahr zog sich 1971 aus dem aktiven Verlagsgeschäft in den neugeschaffenen Verwaltungsrat zurück und blieb nach der Umwandlung in eine Aktiengesellschaft dem Unternehmen bis 1987 als stellvertretender Aufsichtsratsvorsitzender verbunden. Bis zuletzt widmete er sich dem 1971 gegründeten John Jahr Verlag, in dem eine Reihe von Fachzeitschriften zum Sport und Freizeit erscheinen. Er war Mitinhaber der ersten bundesweiten Buchhandelskette Montanus aktuell des Frankfurter Bahnhofsbuchhändlers Hermann Montanus. Diese ging 1979 in großen Teilen an die Hussel Gruppe.

## Familie
John Jahr hatte vier Kinder: John Jahr junior, Alexander, Angelika und Michael.